# Kebbi
L'État de Kebbi est un État du nord ouest du Nigeria. Il a été créé le 27 août 1991 et est issu de la scission de l'État de Sokoto.

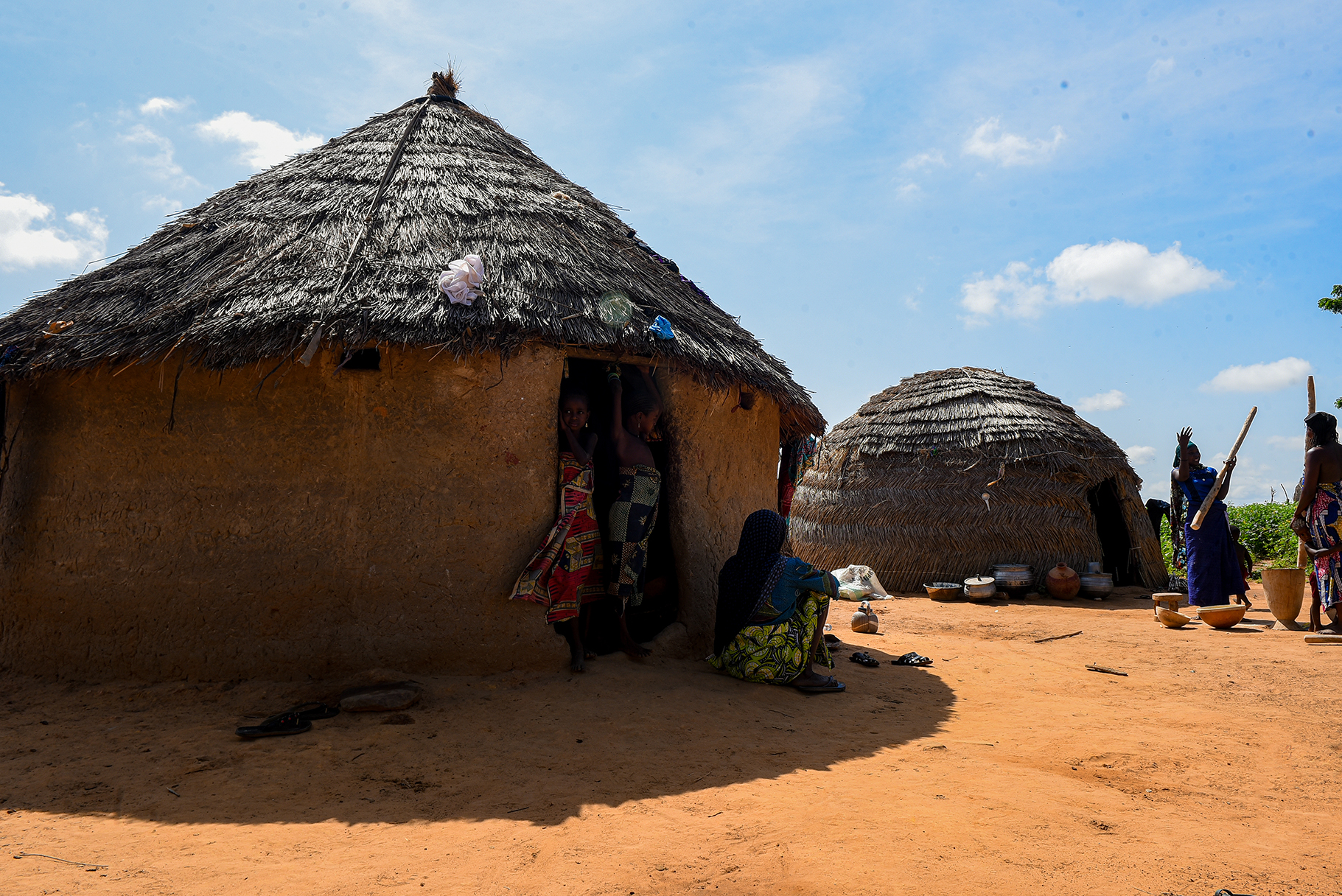

## Situation
L'État de Kebbi est limitrophe de trois États du Nigéria et frontalier du Niger et du Bénin à l'ouest.
|         | Sokoto        | Sokoto  |
| Dosso   | État de Kebbi | Zamfara |
| Alibori | Niger         | Niger   |

## Géographie
L'État de Kebbi est bordé par les États de Sokoto au nord, de Zamfara à l'est, et de Niger au sud. Il a des frontières communes avec le Bénin et le Niger. L'État de Kebbi comprend 21 zones de gouvernement local :
- Aleiro
- Arewa Dandi
- Argungu
- Augie
- Bagudo
- Birnin-Kebbi
- Bunza
- Dandi
- Fakai
- Gwandu
- Jega
- Kalgo
- Koko/Besse
- Maiyama
- Ngaski
- Sakaba
- Shanga
- Suru
- Wasagu/Danko
- Yauri
- Zuru